# La figlia dell'inganno
La figlia dell'inganno (La hija del engaño) è un film del 1951 diretto da Luis Buñuel.

## Trama
Quintino sorprende la moglie Maria con un altro uomo e la caccia da casa ma la donna per vendetta gli rivela che lui non è il padre dell'adorata figlia Marta così anche la ragazza viene allontanata da casa e affidata ad un'altra coppia. 
Anni dopo, pentita del suo gesto, Maria confessa a Quintino di avergli detto una bugia.